# Monday.com
Monday.com (estilizado en minúsculas como monday.com, denominada legalmente como Monday.com Ltd.) es una plataforma de computación en la nube que permite a las empresas crear sus propias aplicaciones y software de administración de proyectos. El producto fue lanzado en 2014 y en julio de 2019, la compañía recaudó $150 millones, basado en una valoración de $1.9 billones. La empresa empezó a cotizar en bolsa en junio de 2021.

## Historia
monday.com fue fundada en 2012 por Roy Mann, Eran Kampf y Eran Zinman. En agosto de ese año, la empresa, entonces llamada daPulse, recaudó $ 1.5 millones en su financiación inicial.  El producto fue posteriormente lanzado comercialmente en 2014. En junio de 2016, la empresa anunció el cierre de $7,6 millones en una ronda de la serie A. La ronda fue liderada por Genesis Partners, con la participación de Entrée Capital.  En abril de 2017, la empresa recaudó $25 millones. La ronda fue liderada por la firma neoyorquina Insight Venture Partners, con la participación de los inversores existentes de la Serie A, Genesis Partners y Entrée Capital. En noviembre de 2017, la compañía cambió su nombre comercial de daPulse a monday.com.
En julio de 2018, la empresa recaudó una ronda de financiación de $50 millones de la serie C. La ronda fue liderada por la firma neoyorquina de capital de crecimiento, Stripes Group, con la participación de los inversores existentes de las Series A y B, Insight Venture Partners y Entrée Capital. En julio de 2019, la empresa anunció la recaudación de $150 millones de la ronda de la Serie D, lo que elevó la financiación total a $ 234,1 millones. La ronda fue liderada por Sapphire Ventures, con la participación de Hamilton Lane, HarbourVest Partners, ION Crossover Partners y Vintage Investment Partners. La financiación le dio a la empresa una valoración de $1,9 billones, convirtiéndolo en un unicornio.  A partir de 2021, la empresa informó que estaba sirviendo a más 127,000 clientes en más de 200 verticales comerciales. En mayo de 2020, la empresa ganó el Premio Webby 2020 para la productividad en la categoría Aplicaciones, Móvil y Voz. En mayo de 2021, la empresa solicitó una oferta pública de venta. La empresa empezó a cotizar en bolsa el 10 de junio de 2021.

## Producto
monday.com es una plataforma de gestión de trabajo web y móvil personalizable. Está diseñado para ayudar a los equipos y organizaciones a mejorar la eficiencia operacional mediante el seguimiento de proyectos y flujos de trabajo, la visualización de datos y la colaboración en equipo. Incluye capacidades de automatización y soporta integraciones con otras aplicaciones de trabajo. En febrero de 2020, la empresa lanzó su versión 2.0, que ofrece un entorno libre de código que cuenta con más de cien modelos de automatización y más de 50 integraciones con otras aplicaciones. En junio de 2020, monday.com lanzó su plataforma de aplicaciones de código bajo, dando a sus clientes y desarrolladores de terceros acceso para crear sus propias aplicaciones sobre la plataforma. En julio de 2020, monday.com anunció su completa integración con Microsoft Teams. En octubre de 2020, monday.com anunció su integración con Adobe Creative Cloud. En febrero de 2021, la empresa abrió su tienda de aplicaciones para catalogar y compartir aplicaciones e integraciones creadas sobre la plataforma por desarrolladores de terceros.

## API
La versión 1 de la API de monday.com utiliza la API REST JSON. La API tiene la capacidad de manejar solicitudes de intercambio de recursos de origen cruzado (IROC) y utiliza un token de API como autenticación.
La versión 2 de su API está basada en la estructura GraphQL (una alternativa a la API basada en REST). Como resultado, el usuario puede usar la API para extraer y/o modificar datos sobre usuarios, actualizaciones, elementos, tableros, etiquetas y más.
En junio de 2020, monday.com publicó su API a desarrolladores externos. La API abierta de monday.com permite a sus clientes, socios o cualquier desarrollador de terceros construir sobre la plataforma y extender sus capacidades para acomodarse a las necesidades únicas de diferentes equipos y organizaciones. Algunos de los casos de uso comunes son vistas personalizadas, widgets de tableros, automatizaciones e integraciones con otras aplicaciones de trabajo.